# Marianne Werner
Marianne Werner (Dülmen, 4 gennaio 1924 – Dortmund, 22 luglio 2023) è stata una pesista e discobola tedesca.

## Biografia
È morta a 99 anni e mezzo, avrebbe compiuto 100 anni nel gennaio 2024 ma è deceduta per cause naturali.

## Palmarès
| Anno | Manifestazione  | Sede      | Evento           | Risultato | Misura  | Note |
| ---- | --------------- | --------- | ---------------- | --------- | ------- | ---- |
| 1952 | Giochi olimpici | Helsinki  | Getto del peso   | Argento   | 14,57 m |      |
| 1954 | Europei         | Berna     | Getto del peso   | 5ª        | 13,93 m |      |
| 1954 | Europei         | Berna     | Lancio del disco | 11ª       | 41,36 m |      |
| 1956 | Giochi olimpici | Melbourne | Getto del peso   | Bronzo    | 15,61 m |      |
| 1958 | Europei         | Stoccolma | Getto del peso   | Oro       | 15,74 m |      |